# Terranova Sappo Minulio
Terranova Sappo Minulio ist eine süditalienische Gemeinde (comune) in der Metropolitanstadt Reggio Calabria in Kalabrien und hat 430 Einwohner (Stand am 31. Dezember 2023). Die Gemeinde liegt etwa 39 Kilometer nordöstlich von Reggio Calabria am Marro. Seit 2005 führt der kleine Ort den Titel Città (Stadt).
Die Nachbargemeinden sind Molochio, Taurianova und Varapodio.

## Einzelnachweise

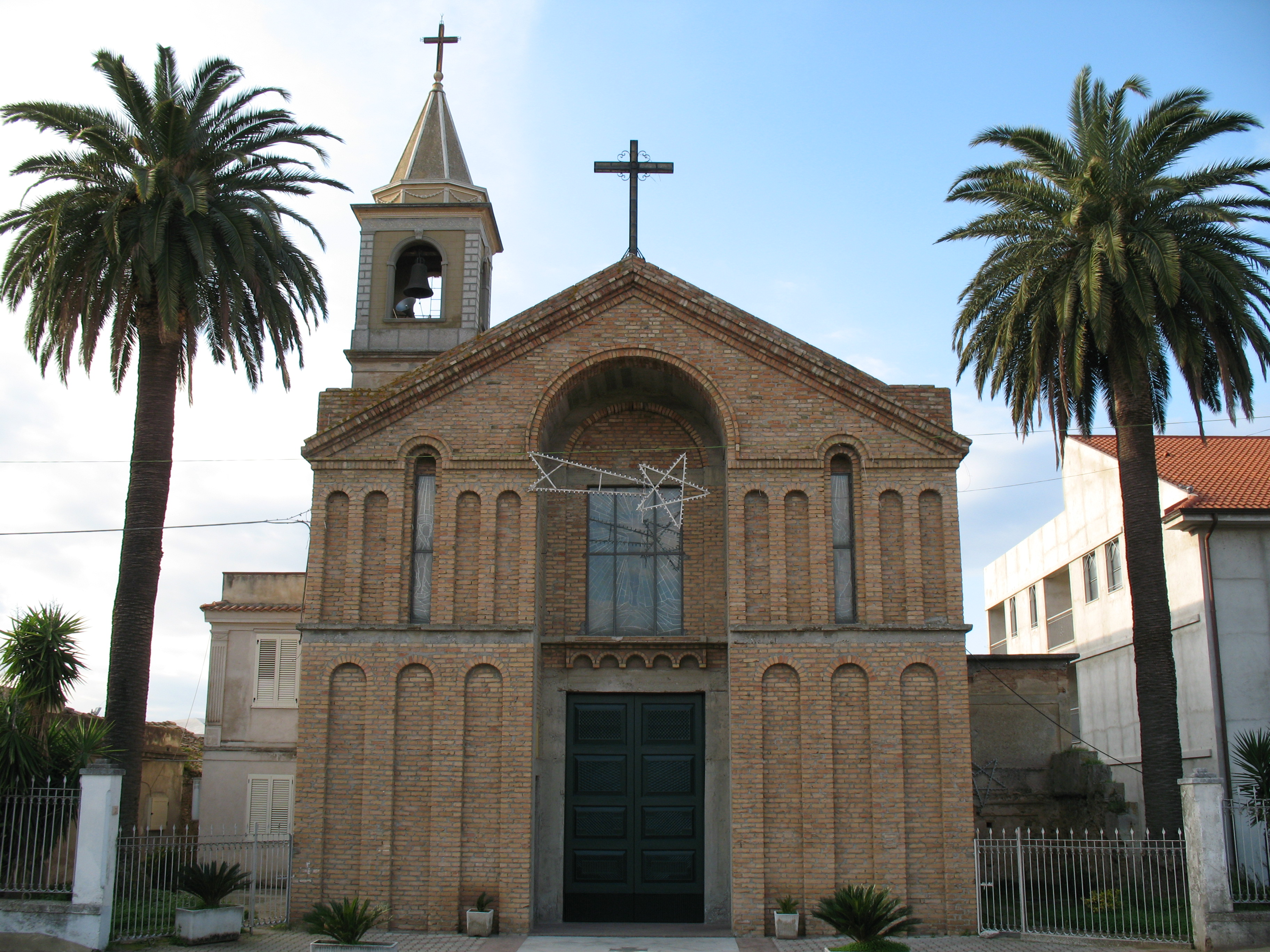
Kirche SS Crocifisso in Terranova Sappo Minulio